# بلچیم بیلگین
بلچیم بیلگین ((به ترکی استانبولی: Belçim Bilgin)؛ زادهٔ ۳۱ ژانویه ۱۹۸۳) هنرپیشه اهل کشور ترکیه است. وی اصالت کرد دارد و در شهر آنکارا زاده شده است. از فیلم‌هایی که وی در آن نقش داشته است می‌توان به فصل کرگدن، از پشت خنجر زدن برای تازه‌کارها و رویای پروانه اشاره کرد.